# سکو دیارا
سکو دیارا (انگلیسی: Sekou Diarra؛ زادهٔ ۲۷ ژوئیهٔ ۱۹۹۳) بازیکن فوتبال اهل مالی است.
وی همچنین در تیم ملی فوتبال مالی بازی کرده است.